# Carla Del Ponte
Carla Del Ponte (Bignasco, 9. veljače 1947.), švicarska pravnica talijanskog jezika, bivša glavna tužiteljica pri Međunarodnom sudištu za ratne zločine počinjene na području bivše Jugoslavije (1999-2007), bivša veleposlanica Švicarske Konfederacije u Argentinskoj Republici (2008-2011), te bivša članica Neovisnoga međunarodnoga istražnog povjerenstva za Sirijsku Arapsku Republiku pod pokroviteljstvom Visokog povjerenika UN za izbjeglice (2012-2017).
Carla Del Ponte rođena je u Bignascu, u italofonome kantonu Ticino u Švicarskoj 9. veljače 1947. Nakon završene srednje škole studirala je pravo prvo u Bernu, pa u Ženevi i Ujedinjenom Kraljevstvu.  Godine 1972. postigla je magisterij prava (Legum Magistra).
Nedugo poslije magisterija zapošljava se u pravnoj tvrtci u Luganu, koju napušta 1975. kada osniva svoju tvrtku.  Godine 1981. Carla Del Ponte imenovana je za istražnog suca, i nedugo poslije imenovana je javnim tužiteljem u kantonalnom sudu u Luganu. Kao javna tužiteljica Del Ponte je radila sa slučajevima prijevare, trgovine drogom, krijumčarenjem oružja, terorizma, te špijunaže. U tom razdoblju skupa s talijanski zamjenikom tužioca u Palermu Giovannijem Falconeom otkrila je veze između švicarskih "perača" novca i talijanskih krijumčara droge kroz tzv. "pizza vezu". Ona je prva u Švicarskoj dokinula ispriku bankarske tajne pri otkrivanju tokova "opranoga" mafijaškog novca. Ona i Falcone su 1989 pukim slučajem izbjegli atentat u Falconeovoj vikendici u Palermu. Njega je Cosa nostra likvidirala 1992. 
Nakon što je odslužila petogodišnji mandat kao federalna državna odvjetnica u Švicarskoj,  Del Ponte je 1999. imenovana glavnom tužiteljicom za sljedeće sudove:  
- Međunarodni sud za ratne zločine počinjene na području bivše Jugoslavije (ICTY) te za
- Međunarodni sud za ratne zločine počinjene na području Ruande (ICTR).

Radi povećanja ekspeditivnosti tribunala Vijeće sigurnosti je 2003. razdvojilo uloge tužitelja za ICTY i ICTR pa je Carlu Del Ponte na tribunalu za Ruandu zamijenio Hassan Bubacar Jallow. 1. siječnja 2008. na dužnosti glavnog tužitelja za ICTY naslijedio ju je Serge Brammertz.